# Radeče
Radeče (Duits: Ratschach) is een gemeente in de Sloveense regio Savinjska en telt 4617 inwoners (2002). De gemeente kwam tot stand door verzelfstandiging in 1995. Voorheen maakte Radeče deel uit van Laško. De gemeente telt de volgende woonkernen: Brunk, Brunška gora, Čimerno, Dobrava, Goreljce, Hotemež, Jagnjenica, Jelovo, Log pri Vrhovem, Loška gora, Močilno, Njivice, Počakovo, Prapretno, Radeče, Rudna vas, Stari Dvor, Svibno, Vrhovo , Zagrad, Zavrate en Žebnik.
Aan de buitengrens van de gemeente stroomt de Sava.

## Geboren
- Benjamin Šeško (2003), voetballer

Bistrica ob Sotli · Braslovče · Celje · Dobje · Dobrna · Gornji Grad · Kozje · Laško · Ljubno · Luče · Mozirje · Nazarje · Podčetrtek · Polzela · Prebold · Radeče · Rečica ob Savinji · Rogaška Slatina · Rogatec · Šentjur pri Celju · Slovenske Konjice · Šmarje pri Jelšah · Šmartno ob Paki · Solčava · Šoštanj · Štore · Tabor · Velenje · Vitanje · Vojnik · Vransko · Žalec · Zreče
1. ↑  "Prebivalstvo po starosti in spolu, občine, Slovenija, polletno". Statistični urad Republike Slovenije. Geraadpleegd op 18 april 2021.